# Palpomyia venetiae
Palpomyia venetiae är en tvåvingeart som beskrevs av Harant, Huttel och Huttel 1952. Palpomyia venetiae ingår i släktet Palpomyia och familjen svidknott. Inga underarter finns listade i Catalogue of Life.